# Ľudmila Cervanová
Ľudmila Cervanová (ur. 15 października 1979 w Pieszczanach) – słowacka tenisistka zawodowo grająca od 1997 roku.
Cervanová ukończyła naukę w liceum w 1997 roku i od razu zaczęła zawodową grę w tenisa. Ulubioną nawierzchnią są korty ziemne, a ulubionym i najlepszym zagraniem jest Bekhend. Oprócz tenisa często pływa i gra w siatkówkę plażową. Uwielbia Paryż i Rio de Janeiro i zawsze chce tam wrócić.
W karierze nigdy nie wygrała turnieju z cyklu WTA, ale dwukrotnie dochodziła do finałów. Najpierw w 2004 roku w Casablance, gdzie przegrała z Émilie Loit 6/3 6/2, a rok później w Acapulco, gdzie uległa Flavi Pennettcie 3/6 7/5 6/3. Również dwukrotnie dochodziła do półfinałów. W 2001 roku w Bratysławie ulegając Ricie Grande 6/3 6/2 i w 2006 roku w Bogocie przegrywając z Lourdes Domínguez Lino 6/1 6/3. 1 marca 2004 osiągnęła najwyższą w karierze – 58. pozycję w rankingu WTA. W karierze zarobiła już ponad 600 000 dolarów. Jedyne wygrane odnosiła w małych turniejach ITF. W singlu odniosła 7 tryumfów, a w deblu 6.

## Wygrane turnieje rangi ITF
| turnieje z pulą nagród 100 000 $ |
| turnieje z pulą nagród 75 000 $  |
| turnieje z pulą nagród 50 000 $  |
| turnieje z pulą nagród 25 000 $  |
| turnieje z pulą nagród 15 000 $  |
| turnieje z pulą nagród 10 000 $  |

|    | Data       | Turniej   | Kat. | ($)    | Naw.   | Finalistka           | Wynik         |
| 1. | 21/09/1997 | Biograd   | ITF  | 10 000 | ziemna | Katarina Srebotnik   | 6:4, 6:2      |
| 2. | 30/11/1997 | Campinas  | ITF  | 10 000 | ziemna | Ingrid Kurta         | 6:0, 6:0      |
| 3. | 09/05/1998 | Preszów   | ITF  | 10 000 | ziemna | Stanislava Hrozenská | 6:2, 6:0      |
| 4. | 17/05/1998 | Nitra     | ITF  | 10 000 | ziemna | Rita Kuti-Kis        | 5:7, 6:4, 7:6 |
| 5. | 07/06/1998 | Bytom     | ITF  | 25 000 | ziemna | Sophie Georges       | 6:3, 6:0      |
| 6. | 05/07/1998 | Vaihingen | ITF  | 25 000 | ziemna | Sandra Klösel        | 6:2, 7:5      |
| 7. | 15/10/2000 | Poitiers  | ITF  | 75 000 | twarda | Iva Majoli           | 4:6, 6:3, 6:2 |